# Cluster'S
Cluster'S（クラスターエス）は、テレビアニメのCLUSTER EDGE（クラスターエッジ）の男性声優による音楽プロジェクトの総称。
「Cluster'S」の「S：エス」は複数という意味の「S」、音楽という意味の「SongのS」、奏者という意味の「SingerのS」、そして特別なモノという意味の「SpecialのS」を表現している。
基本的には、下記の主役男性声優4人によるものだが、各メンバーのソロ曲やデュエット曲も歌われており、それら全てが本ユニット名義である（歌唱したメンバーの名前は括弧書きで表記）。
なお、ユニットはキャラクターではなく担当声優による音楽プロジェクトであるため、楽曲はよく言われるようなキャラクターソングではなく、メンバーは本人として歌っている。
今後、従来のアニメ・キャラクターソングの枠を飛び越え、様々な展開をして行くとのこと。

## メンバー
- 下野紘（アゲート・フローライト役）
- 福山潤（ベリル・ジャスパー役）
- 岸尾大輔（フォン・アイナ・サルファー役）
- 吉野裕行（クロム役）

## 概要
- 4人全員が15歳の少年のキャラクターを担当することから、そのユニゾンは強烈な少年声のシンパシーを見せている。
- この4人によって同アニメの第一期EDテーマ曲、第二期OPテーマ曲が歌われている。
- それらのシングルCD2枚の他に、キャラクターソングもリリースした。
- なお、4人によるネットラジオ「嗚呼、クラスター学園！」が放送された。イベントなども開催している。
  - 第22回において、第23回と続けてラジオのゲストにきた神谷浩史の「ひょっとしたらこのラジオ、底辺かもしれないね」という発言より、「底辺ラジオ」という呼び名がメンバーやファンの間で徐々に定着していき、最終的には製作側にも認められた。
- ほとんどの曲を齋藤真也が編曲を手掛けている。

## エピソード
- 1stシングル「君という名の光」をイベントで初披露した際、全員が同じ箇所で歌詞を忘れるというシンクロニシティーが起こった。